# Andrea del Verrocchio

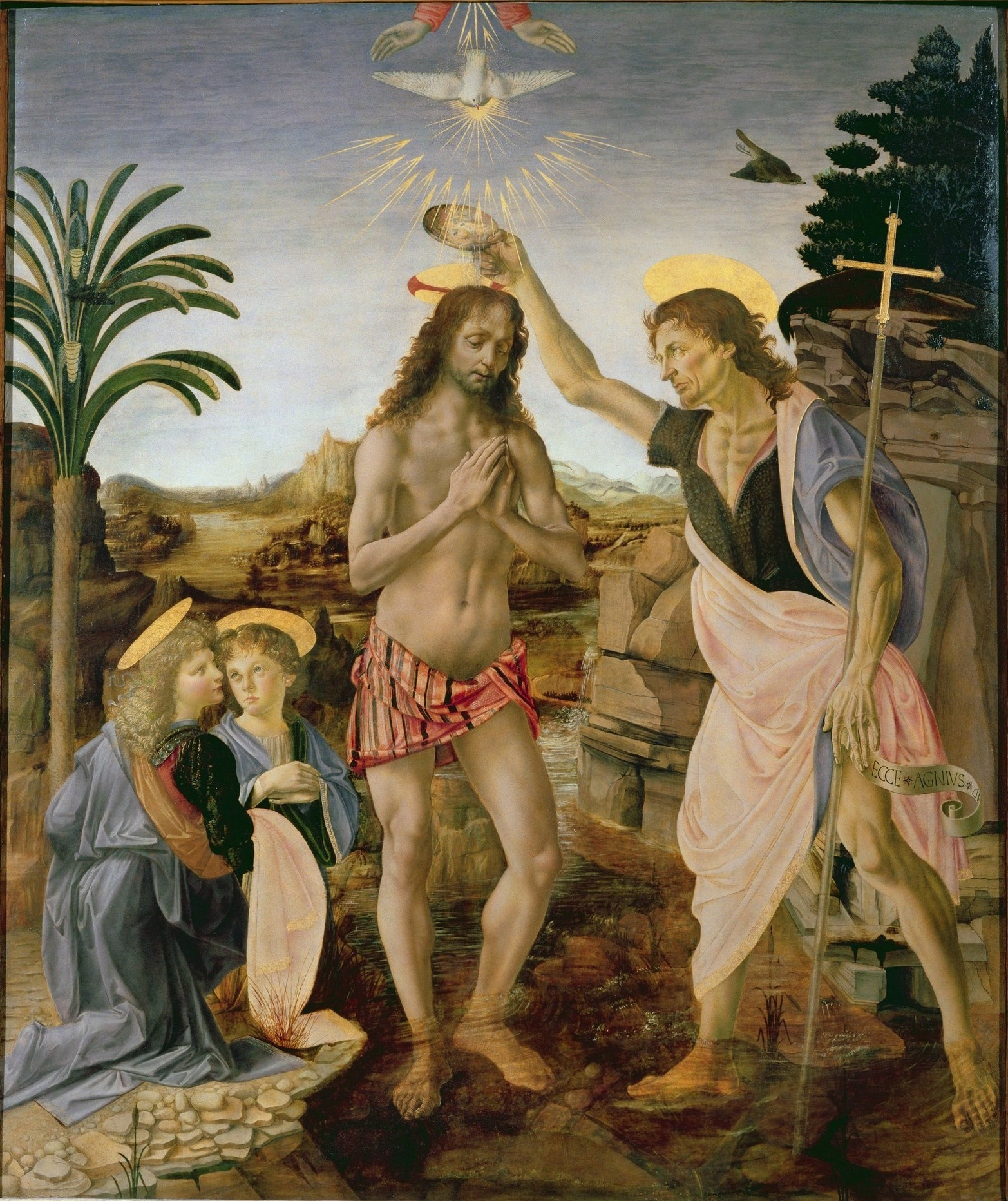
Krisztus megkeresztelése, Firenze, Uffizi

Andrea del Verrocchio (eredeti neve Andrea di Michele di Francesco de’ Cioni) (Firenze, 1435 – Velence, 1488) olasz szobrász, ötvös és festő.
Apja téglaégető volt. Mint kora művészeinek nagy része, ő is ötvösműhelyben tanult rajzolni és mintázni, alaposan elsajátította a fémöntés technikáját, a szobrászatban pedig Donatellónak volt tanítványa és mesterének utolsó éveiben segédkezett munkái elkészítésében. A művészeti ismeretekre Giuliano di Verrocchio firenzei ötvösmester tanította, hálából az ő nevét vette fel.

## Életpályája

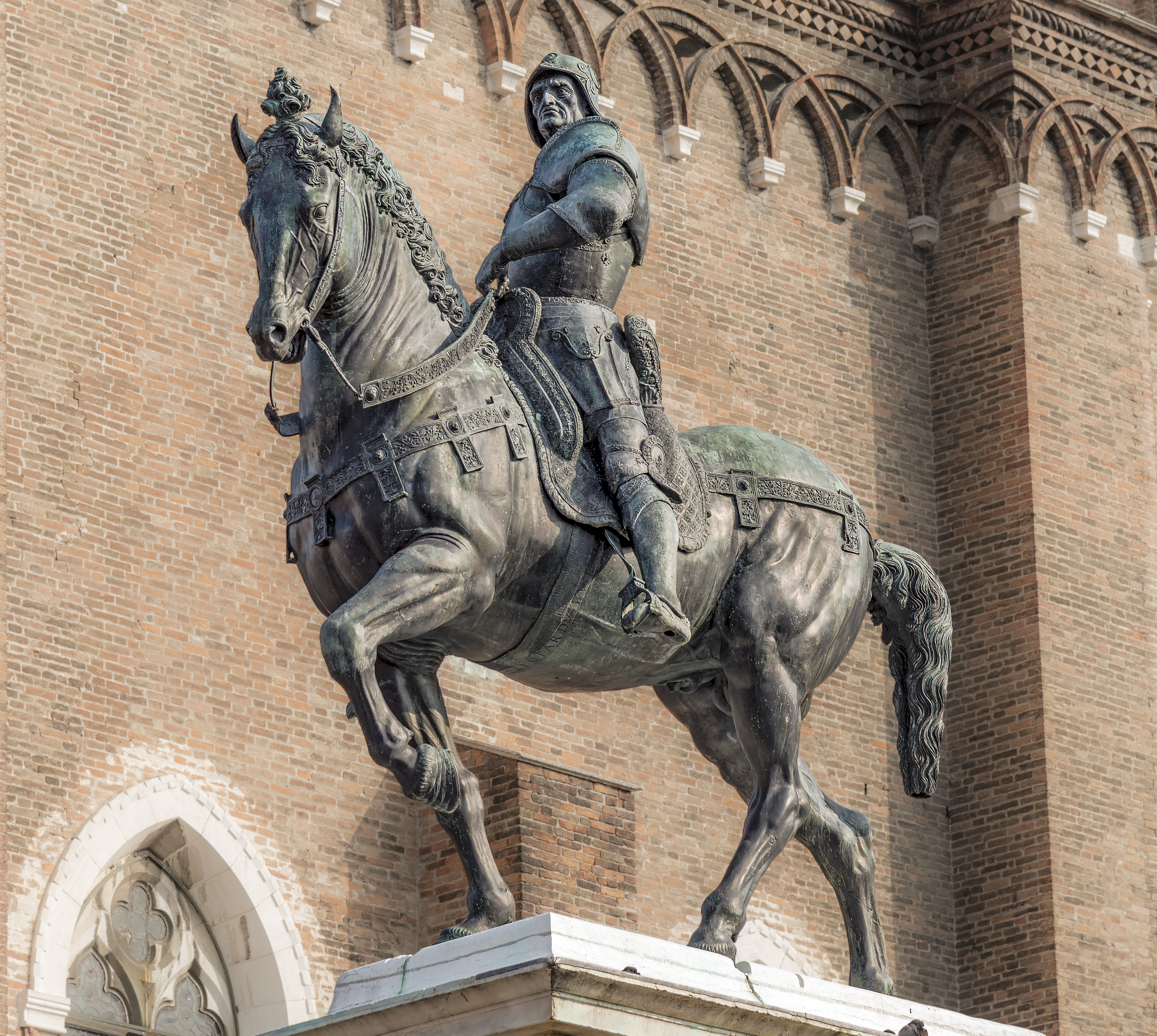
Bartolomeo Colleoni lovas szobra Velencében, a Santi Giovanni e Paolo téren

Verrocchio a 15. század – olaszosan a quattrocento – hatvanas éveiben kapta első megbízásait. A reneszánsz szülőhazájában, Firenzében élt, amely a XV. században fénykorát élte. A gazdagságáról – bankárairól, kereskedőiről és textiliparáról – Európa-szerte híres köztársaság élén a Medici-család állott. A század második felében a városállamot a család legkiemelkedőbb tagja, Lorenzo de’ Medici irányította, akit érdemeiért „Il Magnificó”-nak, „a nagyszerűnek” neveztek.
A széleslátókörű, nagyműveltségű Medici fontosnak tartotta, hogy Firenze hatalmát és gazdagságát a város kulturális, művészeti élete is méltóképpen képviselje. Udvarába meghívta a kor legnagyobb filozófusait, költőit, szobrászait és festőit. A nagyszabású építkezéseknél és azok képzőművészeti díszítésénél valamennyi jelentős művész megbízást kapott. A szobrászat területén Lorenzo Medici korában Verrocchio a legnevesebb mester volt, egyben kiváló ötvös, festő és elméleti tudós. Műhelye Firenze leghíresebb művészeti iskolája volt; itt sajátította el a festészet és szobrászat alapvető ismereteit az ifjú Leonardo da Vinci. A mester és a rendkívül tehetséges tanítvány között a megszokottnál szorosabb kapcsolat alakult ki. Verrocchio finom vonalú, lírai szellemű alkotásai élénk visszhangra találtak a rokonlelkű fiúban. A fiatal Leonardo kitüntető megbecsülését mutatja, hogy a mester rábízta a Krisztus keresztelését ábrázoló nagyméretű képének befejezését, a hiányzó bal oldali angyal megfestését.
Az ötvösség mellett a művészet minden ágával foglalkozott, építészettel, szobrászattal és festőművészettel, s élénken érdeklődött az elméleti tudományok iránt is. Legjelentősebb műveit azonban a szobrászat területén alkotta, amely Firenzében a legfontosabb művészeti ág volt. A reneszánsz szobrászat megteremtője a XV. század első felében Donatello, aki a művészet legfőbb céljának a következetes, olykor nyers realizmust tartotta. Verrocchio vele ellentétben a tökéletes formakészséget, a mély érzéssel telt ábrázolást, a kifejezés gazdagságát tekintette elsődlegesnek. A testfelépítés realizmusa mellett a hangsúlyt a mozgalmas testfelületek és a ruházat vibráló fény-árnyék játékának minél hűségesebb, minél elevenebb és finomabb ábrázolására helyezte. Művészetének másik jellemzője – szemben Donatellóval – az elegancia és báj finomabb szobrászi megfogalmazása, amely alkotásain a fölényes mesterségbeli és technikai tudás briliáns gyakorlata révén érvényesül. Az ifjú Verrocchio korán kapcsolatba került Firenze híres uraival, a Mediciekkel.
Cosimo de’ Medici halála után (1464) elkészítette annak egyszerű, ízléses síremlékét a firenzei San Lorenzo-templomban, majd a szép márványkutat a templom mögött, valamint Piero meg Giovanni Medici gyönyörű síremlékét a templom sekrestyéjében (1472), s a firenzei Palazzo Vecchio kútján a delfinnel játszó fiú bronzszobrát. Ezt követte 1476-ban leghíresebb műveinek egyike: az ifjú Dávid bronzszobra (Firenze, Nemzeti Múzeum). Minden eddigi művét felülmúlja a Krisztust és Szent Tamást ábrázoló nagy bronzcsoportja a firenzei Orsanmichele-templomon (1483). A legszigorúbb természethűség, kitűnő technika, találó jellemzés és mély kifejezés a legtökéletesebb összhatással párosulva a legszebb modern szoborművek közé sorolják. 1479-ben bízták meg Colleoni zsoldosvezér velencei lovas szobrának elkészítésével. Éveken át dolgozott rajta, de a szobor bronzba öntését már nem érhette meg. 1488-ban, ötvenkét éves korában váratlanul meghalt, csak tanítványa, Alessandro Leopardi fejezhette be a szobor öntését, 1496-ban.
Ez akadályozta meg abban is, hogy a Mátyás királyunk által megrendelt márvány kutat elkészíthesse. Verrocchio művészete nem volt ismeretlen Mátyás király előtt, mivel Lorenzo Medicitől egy alkalommal Verrocchio Dáreioszt és Nagy Sándort ábrázoló domborműveit kapta ajándékba. Ezek a török hódoltság alatt elpusztultak, de másolatok révén fennmaradt az emlékük.
Verrocchio ritkán dolgozott márványban, inkább a bronz anyagát kedvelte. Ennél a technikánál a művész előbb puhán kezelhető anyagból, viaszból vagy agyagból készíti el a szobrot, s így módjában áll a mozdulat frissességét kifejeznie. A bronznak a mintába öntése után a felület fény-árnyék játéka fokozza az ábrázolás elevenségét. Verrocchio a hírnevét szobrászati alkotásainak köszönhette, de jelentős pedagógiái tevékenységet is kifejtett. Műhelyében tanult Pietro Perugino, aki az ifjú Raffaello mestere lesz, Lorenzo di Credi, aki egész életében Verrocchio műhelyében maradt, és a mesterén túlnőtt tanítvány: Leonardo da Vinci.

## Művészete

### Ötvösként
- bronz gyertyatartó[14]
- Keresztelő Szent János lefejezését ábrázoló ezüst dombormű, 1477–1479 között a firenzei Battisterónak, a trecento és a quattrocento kiváló szobrászaitól díszített aranyozott ezüst oltárára készült. A középkori oltárelők pompáját idéző sorozatban az ő reliefje a magas dombormű modellálásának és cizellálásának mesteri példája[15]

### Festőként
Krisztus megkeresztelése 1475 körül. Olaj, fa, 177x151 cm. Firenze, Uffizi Verrocchio egyetlen ránk maradt hiteles festménye. Az előtérben, a kép középpontjában, Krisztus álló alakját látjuk, akihez Keresztelő János lendületes mozdulattal közeledik, s jobbjával nagy figyelemmel önti a vizet Krisztus fejére. A háttérben messzenyúló folyóvölgy, sziklás, hegyes partokkal. Krisztus testének megfestése Verrocchio fejlett anatómiai tudását, pontos megfigyelőkészségét és a fényárnyékok finom festői visszaadását mutatja. A szikár testű Keresztelő János nagy megilletődését leginkább az érzékeny vonalakkal kialakított, profilban ábrázolt arc fejezi ki. A Krisztus ruháit tartó bal oldali angyal a mester nagy tanítványának, Leonardo da Vincinek alkotása. Ez a nagyvonalú egyszerűséggel és könnyed természetességgel megfogalmazott, merész mozgású angyal a főalakok részletezőbb előadásmódja mellett már az új korszak, az érett reneszánsz művészetét képviseli.

### Szobrászként

#### A primulás hölgy
A primulás hölgy (Kankalinos hölgy) készült: 1470 körül. Márvány, magassága 61 cm. A fehér márványból készült mellszobor előkelő megjelenésű fiatal nőt ábrázol. A márvány nemes keménysége az alak kissé merev beállítása mellett fokozza az ünnepélyes hatást. Az arc és a kéz ritka szépsége miatt a szobrot többször Leonardo művei közé sorolták. A mély érzéssel megmintázott kéz azonban, amely oly finoman szorítja magához a kis primulacsokrot, Verrocchio művészetére utal. Az arc zárkózott egyéniségre vall, de a száj szögletében halk mosoly rejtőzik, amelyet inkább érzünk, mint látunk. A hajfürtök részletező megmintázása árulja el leginkább, hogy a mester még a kora reneszánsz művészetéhez tartozik. Verrocchiónak ez a műve azonban indítást adott Leonardónak híres női arcképe, a Mona Lisa megfestéséhez.

#### Puttó delfinnel
Puttó delfinnel 1470-es évek. Bronz, magassága 69 cm.
A firenzei városháza udvarán, szökőkút tetején áll ez az eleven kis puttó. Eredetileg a Mediciek Careggi-beli villájában, az egyik kerti kutat díszítette. A puttó kövér kis kezével boldogan szorítja magához a nagy halat, és szinte repes örömében. Egy pillanatra azonban fellábával megpihen a kút csúcsán, és kicsattanó derűvel ránk mosolyog. Ez a természetes közvetlenség a reneszánsz életöröm egyik legszebb művészi kifejezése. A kis szobor nagyszerű példája Verrocchio biztos művészi tudásának, amely éppúgy ismeri a gyermeki test felépítését, mint a legbonyolultabb mozgás, a repülés törvényszerűségeit.
A budapesti Szépművészeti Múzeum is őriz egy kis delfines angyalkát bronzból, amely sok rokonságot mutat a firenzei puttóval. Valószínűleg ez is Verrocchio műve.

#### Dávid
Dávid (1470-1476) között. Bronz, magassága 126 cm. Dávid a fiatal parasztfiú, aki parittyával győzte le Góliátot, az erős óriást, majd kardjával levágta fejét. Verrocchio a nagy tett végrehajtása után ábrázolja a fiút. A csípőre tett bal kéz és a kardját marokra szorító jobb kéz a kihívó fölény kifejezői éppúgy, mint a határozott tekintetű arc, amelynek mosolya a kamaszfiú bátor öntudatát sugározza. Dávid lábánál Góliát levágott feje a győzelem bizonyítéka. A hatalmas, erős ember élettelen feje még inkább meggyőz bennünket a fiatal fiú büszkeségének jogosságáról. A részletek finom és aprólékos ábrázolása csak a bronzöntés technikájával érhető el, ahol a mintát előbb könnyen munkálható viaszból vagy agyagból készítik. A bibliai Dávid a firenzei köztársaság jelképévé vált, és a nép győzelmét jelenti a zsarnokok felett. Ezért nyert elhelyezést a Dávid-szobor a firenzei városházán.

#### A szenvedő Krisztus
A szenvedő Krisztus, készült 1480 körül. Terrakotta, magassága 95 cm. (Budapest, Szépművészeti Múzeum). A budapesti szobor eredetileg, kisebb csoport főalakja volt, amelyhez két térdelő angyal tartozott. Mennyi csendes fájdalom árad az arcról, a mélyen ülő zárt szemekből, milyen beszédes a kissé nyitott, keskeny száj! Milyen kifejező a kéz, amely finom ujjaival az oldalsebre mutat! Az arc nemes vonásai, amelyet a vállra omló hullámos haj keretez, a szép kézmozdulattal együtt, Verrocchio mély érzéssel átitatott realizmusát mutatják. A szobor égetett agyagból készült, amelyet olaszul terra cottának neveznek. Ez a puha anyag a legalkalmasabb a részletszépség kifejezésére, akár égetve, akár mintának használva, bronzba öntéshez.

#### Colleoni lovas szobra
Colleoni lovas szobra 1480–1496 között készült. Bronz, Velence, Campo di SS. Giovanni e Paolo Verrocchio leghíresebb alkotása ez az életnagyságú lovas szobor, amely Velence győztes hadvezérét, Bartolomeo Colleonit ábrázolja. A büszke zsoldosvezér teljes vértezetben, keményen megfeszített lábbal ül a lovon. Jobbjában a vezéri pálcát, baljában a kantárt tartja. A harcra kész lendület és a belső feszültség eggyé forrasztja a lovast a lóval. A szikrázó szemek, a markáns arcvonások, az ökölbe szorított kéz, amelyen az erek feszülnek, ezek azok a részletek, amelyek Verrocchio mély jellemábrázolási készségét megdöbbentően bizonyítják. A ló izmait is belső izgalom feszíti, s ez leginkább a ló fején jut kifejezésre. A szobor jelentőségét jobban megértjük, ha összehasonlítjuk Verrocchio nagy elődjének, Donatellónak páduai lovas szobrával, a Gattamelatával. Ott teljes a nyugalom és harmónia, míg itt a hadvezér akaratereje úrrá lesz a tüzes paripán.